# Balthasar Haug

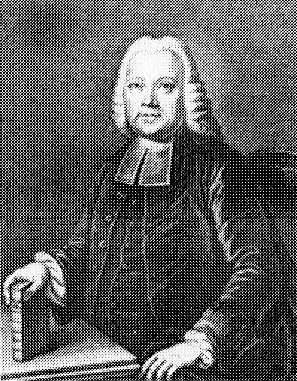
Balthasar Haug

Balthasar Haug (* 4. Juli 1731 in Stammheim bei Calw; † 3. Januar 1792 in Stuttgart) war ein deutscher Geisteswissenschaftler und Autor.

## Leben

### Herkunft und Familie
Balthasar Haug ist der Sohn des Johann Georg Haug (1694–1776) Schultheiß und Amtspfleger zu Stammheim und der Anna Maria Haug geborene Weiß (1694–1777), einer Tochter des Georg Weiß, Bauer und Richter in Döffingen.

### Besuch der Klosterschulen von Blaubeuren und Bebenhausen
Balthasar Haug erhielt zunächst Unterricht vom ortsansässigen Pfarrer Riderer und setzte seine schulische Ausbildung ab 1743 am Gymnasium Illustre in Stuttgart fort, ehe er die evangelischen Klosterschulen in Blaubeuren und Bebenhausen besuchte. Ab 1751 studierte Balthasar Haug in Tübingen Theologie. Seine erste Stelle als Pfarrer trat er 1757 in Niederstotzingen an. 1762 wurde ihm eine Stelle als Rektor am Gymnasium poeticum in Regensburg angeboten, die er aber ablehnte. In den 1760er Jahren wechselte er als Pfarrer nach Magstatt.

### Lehrauftrag amGymnasium illustre

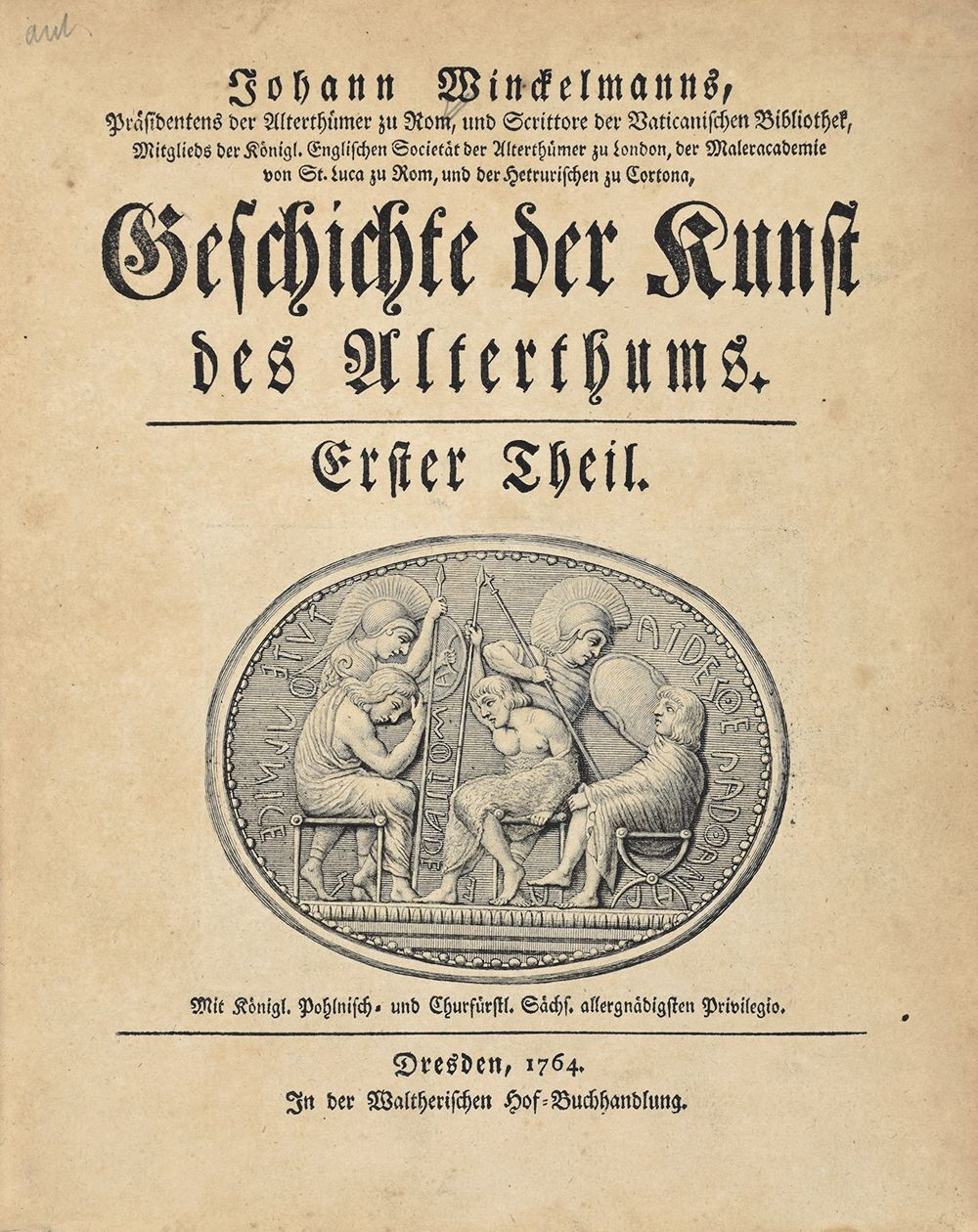
Johann Winkelmanns Geschichte der Kunst des Altertums. Erster Teil. Dresden 1764

1766 wurde Balthasar Haug offiziell Professor am Gymnasium illustre in Stuttgart. Diese Stelle konnte er allerdings erst ab 1773 ausfüllen, da ihn der Herzog zuvor noch in Ludwigsburg mit anderen Arbeitsaufträgen festhielt. Dort gründete er 1769 die Lesegesellschaft „Die Literaturfreunde“. Bis 1771 lebte er in Ludwigsburg. 1776 wurde er Professor an der damals als Militärakademie bezeichneten Karlsschule in Stuttgart, die später, im Dezember 1781, als Hohe Karlsschule universitären Rang erhielt. Er lehrte Logik, Philosophie, Geschichte, deutschen Stil, Mythologie und Geschichte der Kunst des Altertums. Wenige Monate nachdem er diese Stelle angetreten hatte, wurde er zusätzlich Mittwochsprediger an der Stuttgarter Stiftskirche. Als Lehrer an der Karlsschule unterrichtete Balthasar Haug unter anderem Friedrich Schiller. Haugs Sohn Johann Christoph Friedrich Haug, der ebenfalls an der Karlsschule erzogen wurde, vermittelte später den Kontakt zwischen Schiller und Johann Friedrich Cotta.

## Auszeichnungen und Mitgliedschaften
Ein Gedicht auf Maria Theresia brachte Balthasar Haug 1761 den Titel eines gekrönten Dichters ein. Im selben Jahr wurde er Mitglied der deutschen Gesellschaft in Helmstedt und der Gesellschaft der freien Künste in Leipzig. 1768 wurde er Ehrenmitglied der württembergischen Académie des arts, 1769 durch den Fürsten von Fürstenberg Hof- und Pfalzgraf, 1771 Mitglied der lateinischen markgräflich-badischen Gesellschaft, 1773 Mitglied der Jenaischen deutschen Gesellschaft.

## Werke
Balthasar Haug veröffentlichte zahlreiche Schriften. 1762 veröffentlichte er in Ulm den Zustand der schönen Wissenschaften in Schwaben, 1771 kam der Versuch einer Litterar-Historie der Alten in Tabellen heraus, 1779 erschienen die Säzze des Professoren Haugen über teutsche Sprache, Schreibart und Geschmack. Besonders bekannt wurde sein Buch Das gelehrte Wirtemberg aus dem Jahr 1790, ein Überblick über die Schriftsteller des Landes. Etwa 200 Jahre nach dem ersten Erscheinen wurde es erneut aufgelegt. 1785 brachte er Die Alterthümer der Christen heraus.